# Jaroslav Kalla
Jaroslav Kalla (* 7. prosince 1979) je bývalý český hokejový útočník. V Extralize nastoupil k 570 utkáním, převážně za HC Kladno a v sezónách 2006/07 a 2007/08 patřil mezi nejproduktivnější hráče ligy. Od sezóny 2014/15 hrál za druholigový HC Stadion Litoměřice a od roku 2018 už pouze nižší soutěže a to za HC Trutnov ve třetí lize a Roudnici nad Labem, která hrála krajskou ligu. Odehrál celkem 11 zápasů za českou reprezentaci.